# Ophion bicarinatus
Ophion bicarinatus là một loài tò vò trong họ Ichneumonidae.